# Московский энергетический институт
Московский энергетический институт — российское высшее учебное заведение в области энергетики, электротехники, радиотехники, электроники, информационных технологий и менеджмента. Основан в 1930 году. В 2011 году получил статус Национального исследовательского университета. Официальное название — «Национальный исследовательский университет „МЭИ“».
В МЭИ 12 институтов, 65 кафедр, 176 научно-исследовательских лабораторий, ОКБ МЭИ и опытный завод, уникальная ТЭЦ, собственная учебная СЭС, крупнейшая научно-техническая библиотека в стране, стадион «Энергия», бассейн, дворец культуры.
Преподаватели — 7 академиков и членов-корреспондентов РАН, 262 доктора наук, 715 кандидатов наук.
Учебные корпуса расположены в московском районе Лефортово. Общежития для студентов, санаторий-профилакторий, столовые, кафе расположены в студенческом городке по улицам Энергетическая, Лапина, Энергетический проезд, 1-я Синичкина. Издаётся газета «Энергетик». Организовано студенческое «Радио МЭИ», телевидение «МЭИ ТВ».
В МЭИ подготовлено более 200 тыс. специалистов в разных областях науки и техники.

## История
В 1929 году ноябрьский Пленум ЦК ВКП(б) принял решение о создании специализированных вузов, готовящих специалистов для отдельных отраслей народного хозяйства, в том числе и для энергетики.
МЭИ появился в результате объединения в 1930 году соответствующих факультетов двух вузов — МВТУ и Московского института народного хозяйства имени Г. В. Плеханова в связи с необходимостью подготовки большого числа инженеров для электроэнергетики страны.

### Предыстория

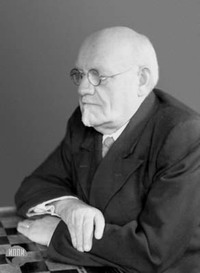
Профессор К. А. Круг

В 1905 году на механическом отделении Императорского Московского технического училища (позднее — МВТУ имени Н. Э. Баумана) благодаря усилиям К. А. Круга была открыта специализация по электротехнике и началась подготовка инженеров-электриков; этот год считается годом основания московской электротехнической школы. В 1918 году на основе этой специализации был создан электротехнический факультет МВТУ (его первым деканом — в 1918—1929 гг. — был профессор К. А. Круг).
В октябре 1921 года VIII Всероссийский электротехнический съезд одобрил план ГОЭЛРО, подготовленный Государственной комиссией по разработке плана электрификации России во главе с Г. М. Кржижановским, а в декабре того же года план был утверждён IX Всероссийским съездом Советов. Это стало переломным моментом в истории российского энергетического образования: имевшихся тогда в России электро- и теплотехнических кадров для выполнения стоявших перед энергетикой страны задач было совершенно недостаточно. В короткие сроки в ряде высших технических учебных заведений страны были организованы электротехнические и энергетические факультеты. В Москве вторым важнейшим центром подготовки инженеров-электриков стал основанный в 1921 году в [Московском институте народного хозяйства (МИНХ) электропромышленный факультет (декан — профессор Б. И. Угримов). К 1930 году электротехнический факультет МВТУ (деканом которого к этому времени был профессор Я. Н. Шпильрейн) и электропромышленный факультет МИНХ уже располагали достаточно хорошо оборудованными лабораториями и высококвалифицированным профессорско-преподавательским составом; оба факультета осуществляли подготовку инженеров-энергетиков широкого профиля по трём основным направлениям: электро-, тепло- и гидроэнергетике. Однако в условиях форсированной индустриализации СССР требовалось дальнейшее наращивание выпуска таких инженеров.

### Основание МЭИ
Индустриализация в СССР потребовала подготовки за период с 1930 по 1935 год около 435 тысяч инженерно-технических специалистов, в то время как их число в 1929 году составляло 66 тысяч.
20 марта 1930 года в соответствии с приказом № 1053 по ВСНХ СССР МВТУ разделили на пять самостоятельных училищ, причём электротехнический факультет был выделен в Высшее энергетическое училище. Такому же разукрупнению подвергся и МИНХ имени Г. В. Плеханова, на базе электропромышленного факультета которого был создан самостоятельный отраслевой институт с электротехническими специальностями.
С осени 1930 года оба отраслевых энергетических вуза (в соответствии с приказом ВСНХ СССР № 1897 от 3 сентября) были объединены в единый Московский энергетический институт (МЭИ). Первый курс этого института был укомплектован студентами нового набора, а четыре старших курса — переведёнными из МВТУ и МИНХ студентами.
Набор специальностей, по которым МЭИ тогда вёл подготовку специалистов, был невелик: центральные электрические станции, техника высоких напряжений, электрическое оборудование фабрик и заводов, электрические машины, электрические аппараты, электрическая тяга, светотехника, радиотехника, телефония,
телеграфия.
Самое деятельное участие в организации нового института приняли Круг и Угримов. К. А. Круг возглавил в МЭИ кафедру основ электротехники, а Б. И. Угримову преподавать в МЭИ не довелось: в августе 1930 года его арестовали по делу «Промпартии».

### 1930-е годы
Первоначально новообразованный Московский энергетический институт не имел собственного здания и начал свою работу в аудиториях и лабораторных помещениях, расположенных в разных районах Москвы и доставшихся ему при разукрупнении МВТУ и МИНХ: в доме № 29 по Гороховской улице (ныне улица Казакова), на втором этаже которого находилась администрация института, доме № 7 на Коровьем броду (ныне 2-я Бауманская улица), доме № 4 по Кукуевскому переулку, доме № 16 по Большому Строченовскому переулку.
Это доставляло значительные неудобства при организации учебного процесса, и К. А. Круг и Я. Н. Шпильрейн обратились к народному комиссару тяжёлой промышленности Г. К. Орджоникидзе по вопросу о строительстве нового здания МЭИ на Красноказарменной улице — по соседству с Всесоюзным электротехническим институтом (ВЭИ), где одновременно работали и он сам[кто?], и многие преподаватели Московского энергетического института. Возглавленной Кругом группе профессоров МЭИ удалось получить от наркома полную поддержку, а с ней и ассигнования для начала строительства, которое началось в 1934 году. В 1940 году корпус «А» (площадью 8161 м²) нынешнего главного учебного корпуса МЭИ (ул. Красноказарменная, дом № 17) был введён в эксплуатацию, а 1948 году преподавание было полностью перенесено на Красноказарменную улицу. При этом роль Круга как в строительстве главного учебного корпуса, так и в оснащении его оборудованием была чрезвычайно велика.
В первые два года существования института в нём не было факультетов, а студенты, начиная со второго года обучения, распределялись по специальностям, каждая из которых имела свой учебный план и своего заведующего (это был прообраз будущих кафедр). В 1932 году (в соответствии с вышедшим в этом году партийно-правительственным постановлением о реорганизации высшей школы) в структуре МЭИ было создано шесть факультетов: электроэнергетический (ЭЭФ), теплотехнический (ТТФ), электромашино- и аппаратостроительный (ЭМАС), электросвязи (ЭСФ), электрификации транспорта (ЭлТрФ) и инженерно-экономический (ИЭФ); в 1933 году к ним добавился физикоэнергетический факультет (ФизЭн).
В том же 1932 году Московскому энергетическому институту было присвоено имя В. М. Молотова (в 1957 году добавление «имени В. М. Молотова» из полного наименования МЭИ было изъято).
Основной контингент студентов МЭИ составляли парттысячники — в 1928 году на учёбу в вузы страны ЦК партии направил тысячу коммунистов, так началось движение «тысячников» за овладение техническим образованием. Парттысячники — это люди в возрасте около тридцати пяти лет, имеющие семьи; они прошли через рабфаки, через партийную систему подготовки, и были направлены на учёбу в институты.
В 1933 году общее количество студентов МЭИ составило 3845 человек (по данным на 1 октября).
В 1934 году было заложено главное здание МЭИ на Красноказарменной улице, на пустоши бывшей Анненгофской рощи (дом № 17) и общежития МЭИ в Лефортове.
Первоначальная структура МЭИ в течение 1930-х гг. претерпела ряд изменений. В 1936 году физикоэнергетический факультет и факультет электросвязи были объединены в электрофизический факультет (ЭлФиз, декан — Я. Н. Шпильрейн), а электромашино- и аппаратостроительный факультет и факультет электрификации транспорта — в электромеханический факультет (ЭМФ). В 1938 году прекратил существование инженерно-экономический факультет (а входившие в него три кафедры были объединены в единую кафедру экономики энергетики), а специальность «радиотехника» была выделена в Спецфакультет (в 1940 году переименован в радиотехнический факультет, РТФ).
С 1935 года в МЭИ появилась вечерняя форма обучения (на вечернем факультете по специальности «электрооборудование промышленных предприятий»).

### 1940-е годы
В 1940 году МЭИ «за успехи в деле подготовки высококвалифицированных инженерно-технических и научных кадров» был награждён орденом Ленина.
22 июня 1941 года началась Великая Отечественная война. Уже 27 июня первая большая группа сотрудников и студентов МЭИ отправилась на фронт. Вслед за этим другой большой отряд из МЭИ вошёл в ряды народного ополчения. В конце июня 1941 года по окончании экзаменов полуторатысячный отряд студентов младших курсов вместе с преподавателями и сотрудниками на 3 летних месяца выехал на сооружение оборонительных укреплений на подступах к Москве в район Вязьмы, часть студентов по окончании этих работ добровольно перешли в народное ополчение. В институте уже в первые дни войны были созданы группы противовоздушной обороны, строились бомбоубежища. Сотрудники и студенты во время бомбёжек дежурили на крышах общежитий студгородка. Развернулось патриотическое движение за вступление в ряды доноров: среди студентов и преподавателей МЭИ было 270 доноров. Осенью 1941 года в институте были организованы курсы медсестёр.
По решению Правительства МЭИ был эвакуирован в Казахстан. Коллектив МЭИ прибыл в Лениногорск 20 ноября 1941 года, и с первых чисел декабря уже начались учебные занятия на трёх факультетах: электроэнергетическом (декан — профессор А. А. Глазунов), теплотехническом (декан — профессор Л. И. Керцелли) и электротехническом (декан — профессор А. Перекалин). В 1942—1943 учебном году в Лениногорском отделении МЭИ занималось 600 студентов. Отделение МЭИ размещалось в здании горно-металлургического техникума и его общежитиях.
В феврале 1942 года возобновились учебные занятия в оставшемся Московском отделении МЭИ, директором которого был назначен Г. И. Фомичёв. В 1942—1943 учебном году контингент этого отделения насчитывал 753 студента на двух факультетах — энергетическом и электротехническом. А в конце 1942 года, когда фронт стабилизировался на значительном удалении от Москвы, было принято решение о возвращении эвакуированного отделения МЭИ снова в Москву.
5 января 1943 года, специальным поездом Лениногорское отделение МЭИ вместе с оборудованием лабораторий и библиотекой прибыло в Москву. Для обеспечения питания студентов институту был придан совхоз «Большевик» в Ярославской области. Институту разрешили принять на первый курс 1200 человек.
Постановлением ГКО СССР от 9 января 1943 года Московскому энергетическому институту были выделены средства для продолжения строительства комплекса дома № 17 по Красноказарменной улице, для создания новых лабораторий и пополнения старых современным оборудованием. Институту передавался 8-этажный дом № 13 по Красноказарменной улице (архитекторы Л. Н. Мейльман, В. Я. Мовчан и Г. Я. Мовчан), в котором с октября 1941 года был размещён ряд проектных организаций. В этом здании, ставшем лабораторным корпусом МЭИ (корпус «Е»), отсутствуют лестницы (плавный переход пола между этажами в круглой башне), кабинки лифта типа патерностер (по 8 кабинок вниз и по 8 вверх) без дверей и перемещаются между этажами безостановочно вверх и вниз. Особо любопытные студенты заезжают в кабинках на чердак, чтобы увидеть перемещение кабинок по горизонтали. Лифтёр на 1-м этаже зорко следит, чтобы студенты не заезжали в подвал.
С февраля 1943 года преподавание в МЭИ велось уже на четырёх факультетах: электроэнергетическом, теплотехническом, электромеханическом и электрофизическом.
В июне 1943 года руководство институтом было поручено ассистенту кафедры кабельной техники В. А. Голубцовой (ректор МЭИ в 1943—1952 гг.), деятельность которой оставила в истории МЭИ яркий след. В частности, в период её ректорства в главном учебном корпусе МЭИ (ул. Красноказарменная, дом 17) были построены и оснащены для проведения учебного процесса следующие корпуса: «Б» (площадью 5864 м², 1943 г.), «В» (12 660 м², 1945 г.), «Г» (6353 м², 1945 г.), «Д» (8513 м², 1952 г.). Институту также передали дом № 14 по Красноказарменной улице, где раньше располагалась Академия ПВО. На баланс МЭИ было передано 10 корпусов по улице Лефортовский Вал, из которых были выселены все жильцы и сторонние организации.
Постепенно увеличивалось число факультетов. В сентябре 1943 года из состава теплотехнического факультета (переименованного в 1946 году в теплоэнергетический факультет, ТЭФ) выделился энергомашиностроительный факультет (ЭнМФ); в том же году был восстановлен радиотехнический факультет. В 1945 году на базе гидротехнической и гидроэнергетической специальностей был образован гидроэнергетический факультет (ГЭФ), а из состава электромеханического факультета выделился факультет электрификации промышленности и транспорта (ЭПТФ; в 1962 году преобразован в факультет электрооборудования и автоматизации промышленности и транспорта, ЭАПТФ). В 1947 году электрофизический факультет был преобразован в факультет электровакуумной техники и специального приборостроения (ЭВПФ), который в 1950 году впервые в Европе приступил к подготовке специалистов по вычислительной технике и программированию. В 1948 году был создан физико-энергетический факультет («9-й факультет»), набор на который провели, отобрав студентов-отличников с других факультетов (со второго по четвёртый курсы); в стенах МЭИ он находился недолго: в апреле 1951 года всех его студентов, аспирантов, преподавателей и сотрудников в соответствии с постановлением Правительства СССР перевели в Московский механический институт (с 1953 года — Московский инженерно-физический институт, МИФИ), где они влились в состав инженерно-физического факультета.
Ускоренное развитие МЭИ в 1943—1945 гг. во многом объясняется тем, что большинство других энергетических вузов страны (Ленинградский, Киевский, Харьковский, Львовский энергетические институты) оказались в зоне немецкой оккупации или в зоне военных действий и не могли обеспечить страну необходимым количеством специалистов для энергетики. Работа МЭИ в данный период сыграла важнейшую роль для последних двух лет войны и первых послевоенных лет: именно МЭИ взял на себя основную ответственность по возмещению того колоссального ущерба в подготовке энергетических кадров, который нанесла стране война.
1 мая 1944 года был издан Указ Президиума Верховного Совета СССР, по которому 230 преподавателей, сотрудников и студентов МЭИ были награждены медалью «За оборону Москвы». Указом Президиума Верховного Совета СССР от 6 июня 1945 года многие работники МЭИ были награждены медалью «За доблестный труд в Великой Отечественной войне 1941—1945 гг.».

### 1950-е годы
В 1951 году было закончено строительство и произведён пуск уникальной учебно-экспериментальной ТЭЦ МЭИ, используемой для исследовательских работ и в учебном процессе. Эта ТЭЦ находится во дворе дома № 17 и имеет мощность 12 МВт; на её территории расположились также лаборатории ряда кафедр энергомашиностроительного факультета. В вестибюле главного корпуса выше первого марша широкой лестницы были установлены скульптуры Сталина и Молотова (в полтора раза больше натурального роста); после разоблачения культа личности Сталина их место занял большой бюст Ленина.
В январе 1952 года В. А. Голубцова, уходя с поста директора МЭИ, передала руководство институтом своему заместителю по учебной части М. Г. Чиликину, который оставался директором (позднее — ректором) МЭИ свыше 24 лет (до февраля 1976 года) и снискал глубокое и заслуженное уважение среди преподавателей и сотрудников института большим тактом в общении с людьми. Период его ректорства характеризовался бурным и разносторонним развитием МЭИ.
В 1953 году в институте был организован Сектор специальных работ МЭИ (в 1958 году переименованный в ОКБ МЭИ) для участия в работах по ракетной технике, где сначала руководителем был академик В. А. Котельников, а после его ухода руководителем был назначен А. Ф. Богомолов Для ОКБ МЭИ была выделена большая территория под Москвой у деревни Долгое Лёдово (Медвежьи озёра). Там был создан Центр космической связи ОКБ МЭИ «Медвежьи озёра», где были установлены радиотелескопы с полноповоротными зеркальными антеннами, крупнейшая из которых имеет диаметр 64 метра, с современной приемопередающей аппаратурой, устройствами обработки и представления информации, вычислительным центром и линиями внутренней и международной связи. На их основе был создан пункт приёма данных, обеспечивавший получение научной информации с автоматических межпланетных аппаратов «Венера-15», «Венера-16», «Вега», «Фобос» и других. Радиотелескопы обеспечивают связь с космическими аппаратами работающими в дальнем космосе. В ОКБ МЭИ студенты проходят практику.

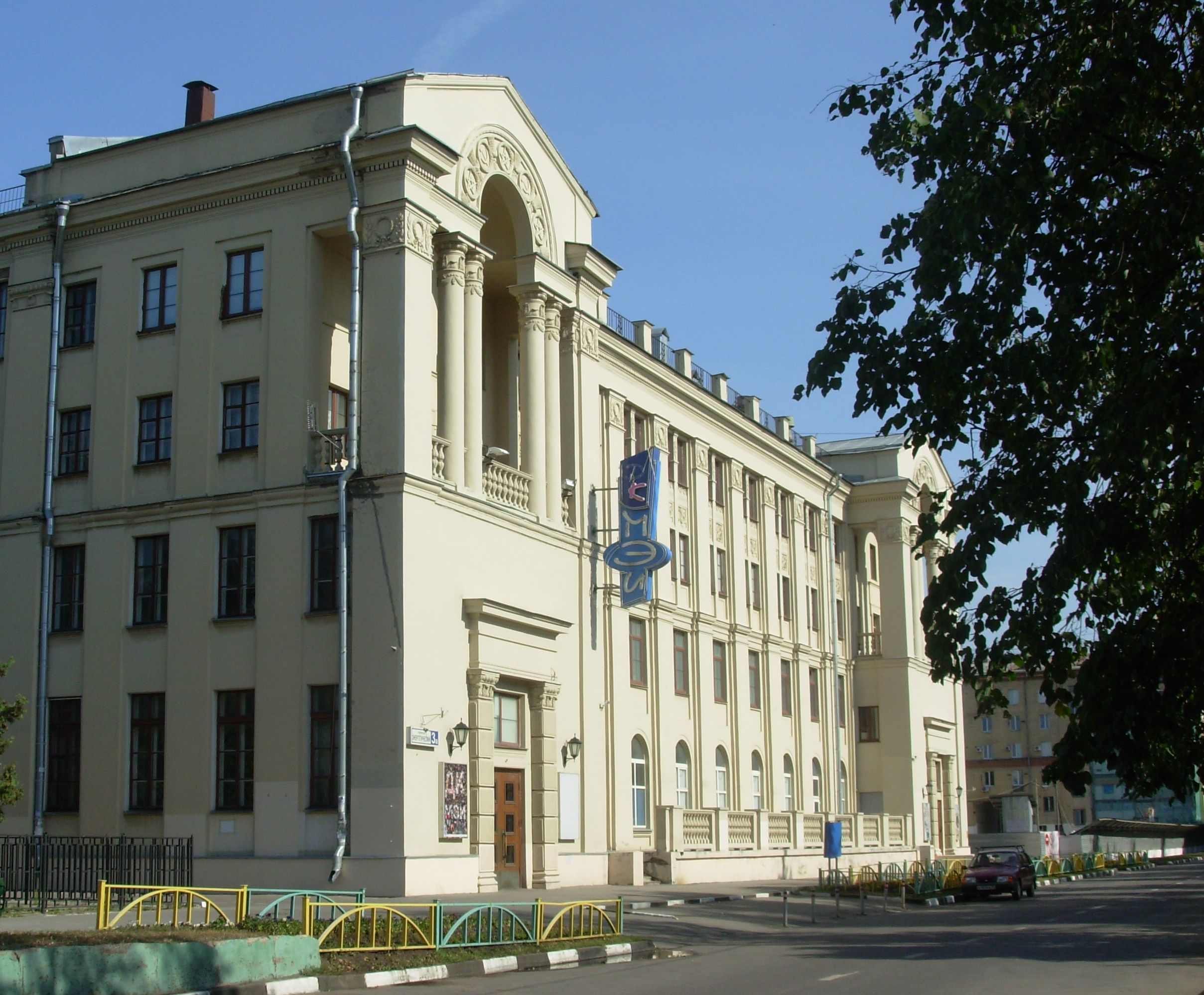
Дом культуры МЭИ

В 1952 году завершено строительство спортивного корпуса. В 1954 году открылись Дом культуры МЭИ (ДК МЭИ), столовая на 400 мест, зимний плавательный бассейн. С 1958 года в МЭИ работает вычислительный центр.
В 1959 году на берегу Чёрного моря близ Алушты открыт спортивно-оздоровительный лагерь МЭИ.
Построена база отдыха студентов и преподавателей МЭИ под Москвой в Фирсановке. На базе отдыха проводятся посвящения в студенты МЭИ.
В 1955 году была издана книга, описывающая первые 50 лет деятельности института — «50 лет Московского ордена Ленина энергетического института имени В. М. Молотова (1905—1955)» (вплоть до 1980 года историю МЭИ отсчитывали от 1905 года).
В эти годы в МЭИ обучалось много студентов из Китая. Были также студенты из Венгрии, Северной Кореи, Румынии и других стран социалистического лагеря.
Определённым изменениям в 1950-е годы подверглась структура МЭИ. В сентябре 1953 года из состава теплоэнергетического факультета выделился факультет промышленной теплоэнергетики (ПТЭФ). В 1958 году факультет электровакуумной техники и специального приборостроения был разделён на два самостоятельных факультета: автоматики и вычислительной техники (АВТФ) и электронной техники (ЭТФ). В 1959 году расформировали гидроэнергетический факультет: часть его кафедр передали на ЭЭФ, часть — на ЭнМФ.

### 1960-е годы

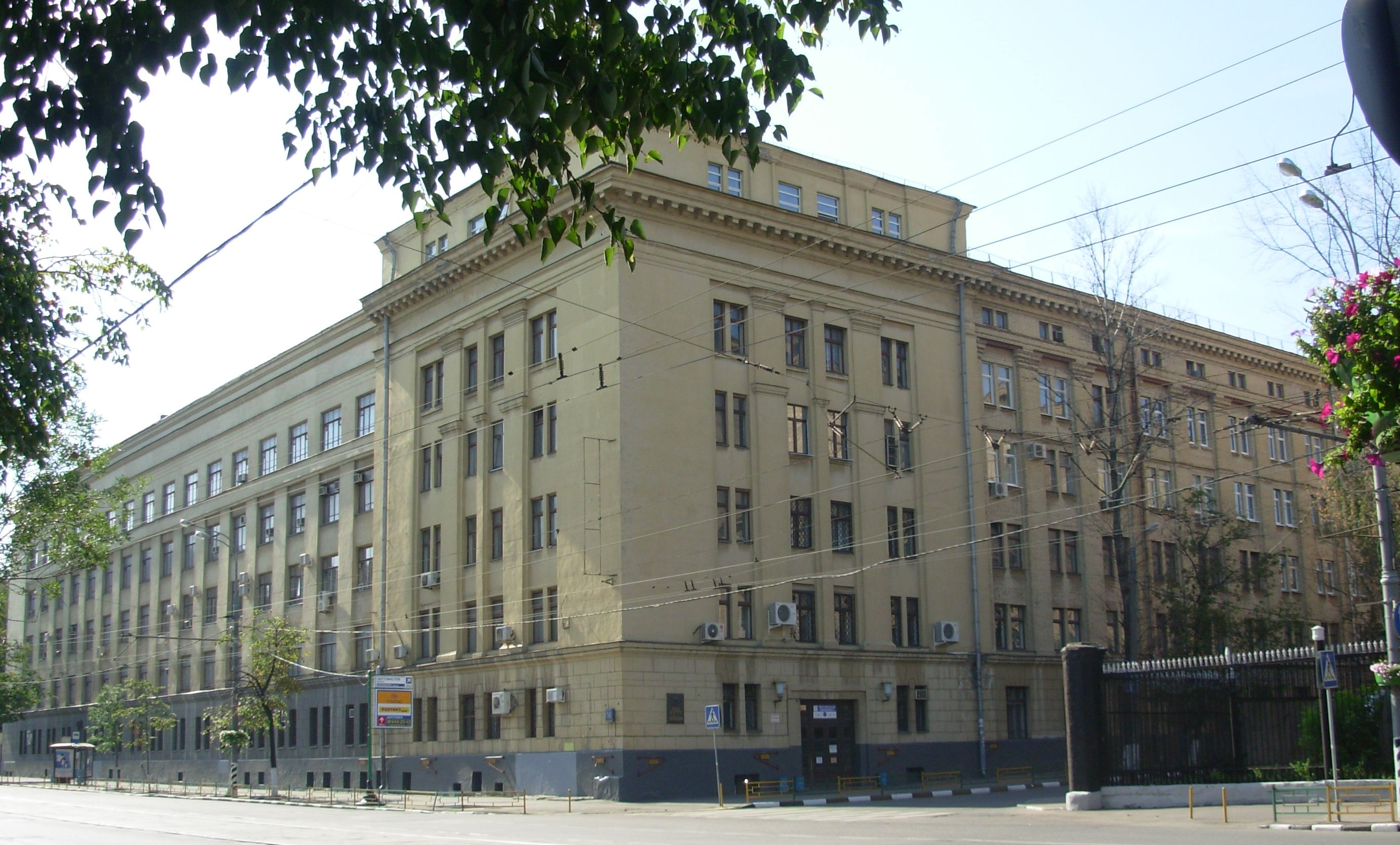
Здание административного корпуса № 14

В 1961 году были созданы Волжский (в Чебоксарах) и Смоленский филиалы МЭИ, а в 1968 году открыт филиал в Казани. Волжский филиал в 1967 году был преобразован в Чувашский государственный университет.
В студенческом городке сооружён памятник студентам, преподавателям и сотрудникам МЭИ, отдавшим жизнь за Родину в годы Великой Отечественной войны.
Построена база отдыха студентов и преподавателей МЭИ в Крыму близ города Алушта.
В центральном учебном корпусе МЭИ заработало кафе-автомат.
Заработал учебный телевизионный центр МЭИ. Учебные аудитории оборудованы телевизорами для демонстрации экспериментов и учебных материалов. В телецентре проводятся лабораторные занятия студентов радиотехнического факультета. Работает Вычислительный центр института с самыми быстрыми тогда вычислительными машинами БЭСМ-6.
МЭИ предоставлено право принимать к защите докторские и кандидатские диссертации.
В 1966 году институт был передан в подчинение Министерству высшего и среднего профессионального специального образования СССР. Вскоре МЭИ превратился в опорный вуз, обеспечивающий обобщение опыта работы вузов страны, написание учебников, проверку новых методик преподавания. В последующие 8 лет профессорами и преподавателями МЭИ было издано 176 учебников, 175 монографий, 1400 учебных пособий.
В 1967 году Минвуз СССР утвердил МЭИ в качестве базового института, имеющего право вести обучение студентов по индивидуальным учебным планам и собственным учебным программам. В том же году был организован Музей истории МЭИ.
В 1969 году в МЭИ открылось подготовительное отделение, позволяющее облегчить поступление в институт рабочей и сельской молодёжи. В дальнейшем на базе подготовительного отделения работал постоянно действующий семинар заведующих подготовительными отделениями г. Москвы.

### 1970-е годы
В МЭИ — 9 факультетов: электроэнергетический, электромеханический, электрификации и автоматизации промышленности и транспорта, энергомашиностроительный, теплоэнергетический, промышленной теплоэнергетики, автоматики и вычислительной техники, электронной техники, радиотехнический.

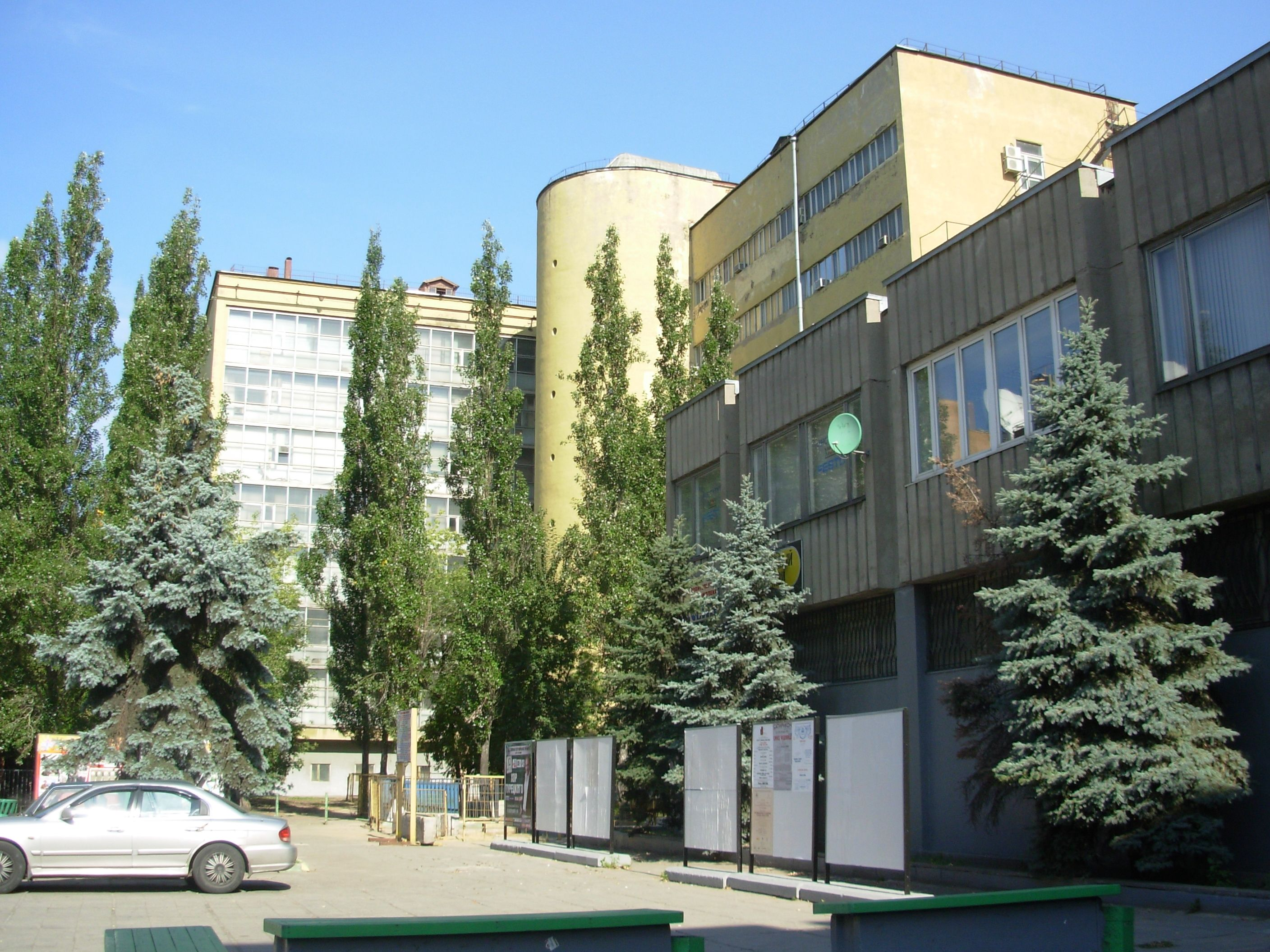
Библиотека МЭИ. На заднем плане — лабораторный корпус № 13

Построено новое здание научно-технической библиотеки на Красноказарменной улице. В библиотеке — более 2 000 000 книг, оплачен свободный доступ на компьютерах к иностранной научной периодике.
В ДК МЭИ проводятся конкурсы самодеятельной песни «Лефортово».
Студенческие строительные отряды МЭИ работают на стройках города Гагарин, на строительстве Саяно-Шушенской ГЭС. Студенты МЭИ месят бетон на Байкале и на Дальнем Востоке.
В 1971 году 25 студентов, отличников МЭИ, стали делегатами I Всесоюзного слёта студентов в Москве и награждены медалями «За доблестный труд».
В 1976 году в составе МЭИ был образован десятый факультет — энергофизический (ЭФФ); в него вошли кафедры атомных электрических станций, инженерной теплофизики, криогенной техники общей электротехники.
В 1970-х годах в МЭИ ежегодно обучались 25 тыс. студентов, работали 1,8 тыс. преподавателей, в том числе академики АН СССР В. А. Кириллин, В. А. Котельников, А. А. Стырикович, члены-корреспонденты АН СССР А. Ф. Богомолов, Г. Н. Петров, Б. С. Петухов, В. И. Сифоров, академик АПН СССР В. А. Фабрикант, 140 профессоров и докторов наук, свыше 800 доцентов и кандидатов наук. Ежегодно по результатам научно-исследовательских работ издавалось более 50 сборников трудов.
К 1975 году в МЭИ подготовлено и издано 708 учебников и монографий, учреждена Книга почёта МЭИ, создан совет ветеранов войны.

### 1980-е годы
Создан клуб выпускников МЭИ. Клуб организует встречи выпускников университета, рассказывает о событиях и жизни сотрудников и студентов.
В институте организована и эффективно работает система центров подготовки и переподготовки специалистов по программе повышения квалификации и профессиональной переподготовки (ЦПП). Студенты также могут продолжать образование в аспирантуре и докторантуре института.
С 1984 года работает клуб дельтапланерного спорта МЭИ. Лётная база клуба находится на аэродроме Коробчеево в Коломенском районе Московской области. Летние сборы членов клуба проводятся ежегодно на горе Клементьева в Крыму (Феодосия).
В 1985 году построено новое многоэтажное общежитие для студентов и аспирантов по адресу: 1-я улица Синичкина, д. 3, корп. 1а.

### 1990-е годы

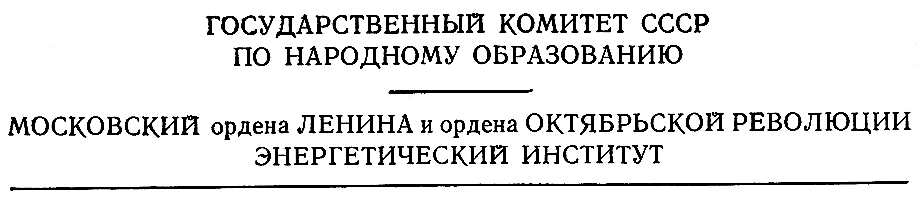
Бланк МЭИ, 1990 года

В 1992 году МЭИ приобрёл статус технического университета. С этого момента официальное название вуза — «Московский энергетический институт (технический университет)».
1 мая 1993 года в МЭИ создан Туристическо-поисковый клуб «Горизонт».
В 1995 году был открыт новый филиал МЭИ в Волжском (Волгоградская область).
В составе МЭИ появляются коммерческие институты, предоставляющие своим студентам на платной основе высшее образование по непрофильным для МЭИ направлениям: в 1995 году образован Гуманитарно-прикладной институт (ГПИ), в 1996 году — Институт технологий, экономики и предпринимательства (ИТЭП). В 1999 году как совместный проект МЭИ и концерна «FESTO» (Германия) был создан Центр подготовки «Российско-германский институт бизнеса и промышленной автоматики „МЭИ-ФЕСТО“» (ЦП МЭИ-ФЕСТО).
Казанский филиал в 1999 году был преобразован в Казанский государственный энергетический университет.
Интенсивно модернизируется материально-техническая база МЭИ. Создан научный центр «Износостойкость» — крупнейшее в МЭИ научное подразделение с испытательным полигоном на территории Опытного завода МЭИ.
В 1998—2002 годах в МЭИ проводилась работа по изменению организационной структуры, в ходе которой на базе действующих факультетов создавались учебно-научные подразделения нового типа — институты. Первым шагом стало объединение в 1998 году электромеханического факультета (ЭМФ) и факультета электрификации и автоматизации промышленности и транспорта (ЭАПТФ) в Институт электротехники (ИЭТ). В 1999 году на базе электроэнергетического факультета (ЭЭФ) был создан Институт электроэнергетики (ИЭЭ), а в 2001 на базе факультета промышленной теплоэнергетики (ПТЭФ) — Институт проблем энергетической эффективности (ИПЭЭф). В том же 2000 году теплоэнергетический (ТЭФ) и энергофизический (ЭФФ) факультеты были объединены в Институт теплоэнергетики и технической физики (ИТТФ), переименованный в 2008 году в Институт тепловой и атомной энергетики (ИТАЭ). Наконец, в 2002 году радиотехнический факультет (РТФ) и факультет электронной техники (ЭТФ) были объединены в Институт радиотехники и электроники (ИРЭ), на базе факультета автоматики и вычислительной техники (АВТФ) был создан Институт автоматики и вычислительной техники (АВТИ), а на базе энергомашиностроительного факультета (ЭнМФ) — Институт энергомашиностроения и механики (ЭнМИ).
С 1999 года МЭИ назывался Государственное образовательное учреждение высшего профессионального образования «Московский энергетический институт (технический университет)».

### 2000-е годы
В МЭИ действует 9 институтов, 2 филиала, 3 прикладных факультета, более 40 центров ЦППВ. Введено платное образование (наряду с госбюджетной формой). Студенты получают социальные стипендии. Лучшие студенты получают именные стипендии, включая стипендии Клуба выпускников МЭИ. Закрыта военная кафедра МЭИ.
Создан научно-образовательный центр МЭИ «Нанотехнологии». Центр проводит практические и лабораторные занятия для студентов, выполняет научные исследования в области нанотехнологии для энергетики, медицины и электроники. Для центра закуплено высокотехнологичное оборудование на 130 млн рублей.
С 2003 года возрождена работа студентов в выездных студенческих отрядах в Иваново, Краснодаре и Подмосковье.

### 2010-е годы
26 сентября 2010 года в селе Прудки Сафоновского района Смоленской области открыта стела в память студентам МЭИ, возводившим оборонительные сооружения в 1941 году под Москвой.
В МЭИ внедряются образовательные стандарты 3-го поколения (ФГОС ВПО). В МЭИ изучается 4000 дисциплин, из них около 50 — дистанционно.

Д. А. Медведев 29 марта 2011 года на встрече в МЭИ со студентами и преподавателями
технических вузов

29 марта 2011 года президент РФ Д. А. Медведев посетил МЭИ, где в ходе встречи со студентами и преподавателями технических вузов ответил на вопросы и выслушал предложения студентов о модернизации технического образования в России и повышении престижа инженерных профессий.
С мая 2011 года официальным наименованием МЭИ стало Федеральное государственное бюджетное образовательное учреждение высшего профессионального образования «Московский энергетический институт (технический университет)»; затем, с 22 июля 2011 года, — Федеральное государственное бюджетное образовательное учреждение высшего профессионального образования «Национальный исследовательский университет „МЭИ“», а с 2015 года — Федеральное государственное бюджетное образовательное учреждение высшего образования «Национальный исследовательский университет „МЭИ“».
Статус национального исследовательского университета означает ведущую роль МЭИ в России по следующим научным направлениям: энергетическая эффективность и энергосбережение, тепловая и атомная энергетика, электроэнергетические системы и сети, возобновляемые источники электрической и тепловой энергии, экология и безопасность энергетики. В рамках государственной поддержки НИУ МЭИ получил в течение 5 лет (2010—2015 г.) 1 млрд 700 млн рублей бюджетных средств на развитие инфраструктуры МЭИ и его информационных ресурсов.
В 2012 году на базе ИТЭП и входившего в состав ГПИ факультета Экономики и управления было создано новое структурное учебное подразделение НИУ «МЭИ» — Институт менеджмента и экономики в энергетике и промышленности (ИМЭЭП). 1 сентября 2014 года в результате объединения ИМЭЭП, Центра подготовки «Институт информационной и экономической безопасности» и кафедр Экономики и организации предприятий (входила в состав ИПЭЭФ) и Инженерного менеджмента (входила в состав ИЭТ) был образован Инженерно-экономический институт (ИнЭИ).
В 2013 году был открыт филиал МЭИ в республике Таджикистан, в городе Душанбе.
В 2014 году в МЭИ создан Институт дистанционного и дополнительного образования (ИДДО), основная задача которого — развитие в НИУ «МЭИ» системы заочного основного и дополнительного образования с широким применением дистанционных образовательных технологий.
15 ноября 2016 года Постановлением Правительства Российской Федерации № 1190 Национальному исследовательскому университету «МЭИ» присуждена премия Правительства РФ 2016 года в области качества «за достижение значительных результатов в области качества продукции и услуг и внедрение высокоэффективных методов менеджмента качества».
Обучение в МЭИ доступно в очной, очно-заочной (вечерней) и заочной (дистанционной) формах.
27 марта 2017 года принято решение о воссоздании военной кафедры в НИУ МЭИ.
28 ноября 2017 года в МЭИ создан Военно-инженерный институт (ВИИ).
10 января 2018 года в структуре НИУ МЭИ создан Институт гидроэнергетики и возобновляемых источников энергии (ИГВИЭ), в состав которого вошли кафедры гидроэнергетики и возобновляемых источников энергии (ГВИЭ), инновационных технологий техногенной безопасности (ИТТБ), гидромеханики и гидравлических машин (ГГМ).

## Студенческая жизнь в МЭИ
Лекции читают академики, профессора. Стипендия в 1960—1980-е годы составляла 40 рублей (на некоторых специальностях существовала доплата от министерства Обороны — ещё 15 рублей). Стипендия в 2010 году — 2200 руб., в 2011 году — 2600 руб. Учебная неделя — 5 дней с дополнительным днём для самостоятельных занятий.
После 1—3-го курса предусмотрена работа в стройотрядах; после 3—5-го курса — производственная практика на предприятиях города.
После 5-го курса студенты в советское время отправлялись на военные сборы с принятием присяги и присвоением звания лейтенанта. После сборов — экзамены по военной подготовке. Обязательная работа по распределению после института — 3 года. В настоящее время отсрочка от армии выпускников МЭИ отменена. Отсрочка после учёбы сохраняется, если продолжить учёбу в аспирантуре, докторантуре, устроиться специалистом на работу в «РКК Энергия» в Королёве.
Ежегодно проводится спартакиада между факультетами по 9 видам спорта. Проводится конкурс «Мисс первокурсница», «Мисс МЭИ», КВН, факультетские вечера, дискотеки.
Радио МЭИ было основано в декабре 2011 года. Звучит в главном корпусе института по вторникам и четвергам во время обеденного перерыва в формате записанных эфиров. Организована студия звукозаписи. Радио создаётся исключительно студентами и является подразделением Профкома студентов МЭИ.
Также в МЭИ с 2020 года работает "Институт Наставничества", который позволяет студентам первокурсникам адаптироваться к учёбе и жизни университета.
В 2022 году в НИУ «МЭИ» был основан Студенческий Медиацентр МЭИ — главное студенческое СМИ в университете, где студенты пробуют себя в роли журналистов, корреспондентов, фотографов и других профессий в медиасфере. Учащиеся создают контент разного формата о вузе, науке и студенческой жизни МЭИ.

### Обучение иностранцев
Иностранцы, начиная с 1950-х годов, поступали в МЭИ без вступительных экзаменов. С целью повышения их уровня знаний до уровня отечественных студентов в МЭИ были организованы курсы довузовской подготовки. На этих курсах иностранцы изучали русский язык и профильные предметы.
В течение всего срока обучения иностранцы также изучали русский язык. Изучение основных программ проводилось по индивидуальным планам. Особое внимание уделялось изучению предметов марксистско-ленинской теории.
В институте обучаются студенты из 66 стран мира. Выпускники, работающие преподавателями, могут продолжить обучение в институте на факультете повышения квалификации (ФПКП) и проходить длительную, до 10 месяцев, научную стажировку.

#### Кампус МЭИ на тропическом острове Хайнань (Китай)
Церемония закладки первого камня кампуса «МЭИ» состоялась в китайском городе Хайкоу.

## Организационная структура
В целях введения технического университетского образования факультеты МЭИ преобразованы в институты

### Учебные институты и факультеты
- Институт информационных и вычислительных технологий (ИВТИ)
- Институт тепловой и атомной энергетики (ИТАЭ, бывш. ИТТФ)
- Институт энергоэффективности и водородных технологий (ИЭВТ, бывш. ИПЭЭф)
- Институт радиотехники и электроники (ИРЭ)
- Институт электротехники и электрификации (ИЭТЭ)
- Институт электроэнергетики (ИЭЭ)
- Институт энергомашиностроения и механики (ЭнМИ)
- Институт гидроэнергетики и возобновляемых источников энергии (ИГВИЭ)
- Гуманитарно-прикладной институт (ГПИ)
- Инженерно-экономический институт (ИнЭИ)
- Военно-инженерный институт (ВИИ)
- Институт дистанционного и дополнительного образования (ИДДО)
- Центр подготовки «Российско-германский институт бизнеса и промышленной автоматики „МЭИ-ФЕСТО“» (ЦП МЭИ-ФЕСТО)
- Факультет довузовской подготовки (ФДП)

### Филиалы
- Филиал в Волжском Волгоградской области открыт в 1995 году. Имеется 1 факультет, 6 специальностей. Обучается около 800 студентов.
- Филиал в Смоленске (СФ МЭИ) открыт в 1961 году. Есть курсы переподготовки, 3 общежития, 7 направлений обучения (электроэнергетика и электротехника, теплоэнергетика и теплотехника, технологические машины и оборудование, информатика и вычислительная техника, прикладная информатика, электроника и наноэлектроника, оптотехника). Обучается 3000 студентов.
- Филиал МЭИ-КЭК. Тверская область, город Конаково. Основан в 1962 г.
- Филиал[55] в Душанбе, Республика Таджикистан, открыт в 2012 г.
- Филиал в Ташкенте[56], Республика Узбекистан. Был основан 4 июня 2019 г.

### Самостоятельные предприятия
- Издательство МЭИ.
- Типография МЭИ.
- Центр космической связи «Медвежьи озёра» (ОКБ МЭИ).
- Опытный завод МЭИ (ОПЗ МЭИ).
- Ремонтно-технический центр МЭИ (РТЦ МЭИ).
- Дом культуры МЭИ (ДК МЭИ).
- Теплоэлектроцентраль МЭИ (ТЭЦ МЭИ).
- Энерго-физический лицей № 1502.
- К МЭИ относится также стадион «Энергия», хладоцентр, бассейн и др.
- ЦПП «Центр боевого самбо имени А. А. Харлампиева».

## Конференции и семинары
С 1994 года в МЭИ ежегодно проводится в конце февраля — начале марта Международная научно-техническая конференция студентов и аспирантов «Радиоэлектроника, электротехника и энергетика». Для участия в конференции приглашаются студенты и аспиранты всех подразделений и филиалов НИУ «МЭИ», вузов и научных учреждений России и представители зарубежных университетов.
С 2012 года проводится биеннале Международная научно-практическая конференция «Информатизация инженерного образования (Инфорино)». Конференция проводится с целью обмена опытом обучения в области информационных технологий. В конференции участвуют преподаватели, технические специалисты, аспиранты, представители предприятий.

## Партнёры МЭИ
- ABB (Asea Brown Boveri Ltd.)
- Schneider Electric
- LG Electronics Inc.
- Siemens AG
- Институт электроники Болгарской академии наук
- Институт космических исследований Болгарской академии наук
- Китайская промышленная корпорация «Великая стена»
- Иранская компания Matn International Co.
- Кенийский институт промышленных исследований
- Ассоциация магистров и инженеров Монгольской энергетики
- Ассоциация Непало-Российской дружбы
- Министерство культуры и образования Исламской Республики Иран
- Корейский институт электронных технологий
- Shanghai Transmission Line Institute
- Египетско-российский университет

МЭИ принимает участие в осуществлении международных программ: TACIS, COPERNICUS, INTAS и др.
В течение долгого времени МЭИ является официальным членом Международной ассоциации университетов.
МЭИ участвует в таких организациях, как:
- ЮНЕСКО,
- ЮНИДО,
- МАГАТЭ
- Международная ассоциация непрерывного инженерного образования, Международный энергетический клуб, международный компьютерный клуб
- Международная корпорация иностранных выпускников советских учебных заведений (ИНКОРВУЗ)
- Международная ассоциация по большим электрическим системам высокого напряжения
- Международная ассоциация по сверхпроводимости
- Международная ассоциация по ветроэнергетике
- Европейская ассоциация международного образования
- Ассоциация международных отделов технических университетов стран Центральной и Восточной Европы

## Здания МЭИ

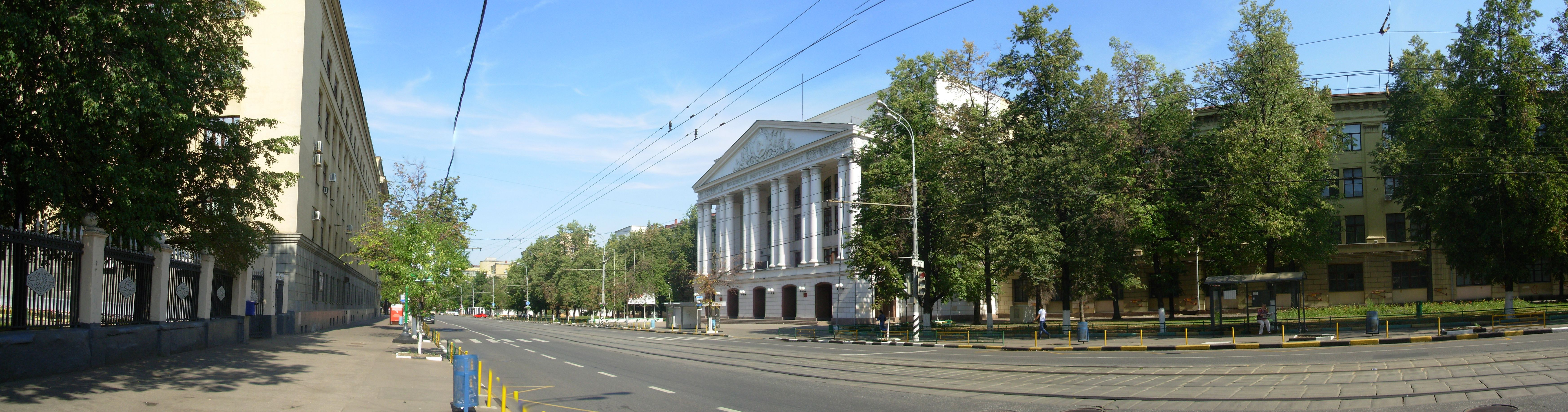
Здания МЭИ: справа — главный учебный корпус, слева — административный корпус

- Главный учебный корпус[57], актовый зал, музей (корпуса «А», «Б», «В», «Г», «Д»[58]) — расположены по адресу: Красноказарменная улица, д. 17. Корпус построен в 1940—1952 гг. Архитектор — М. М. Чураков (сведения музея МЭИ), проект 1938 г. (сведения Моспроект-10).
- Административный корпус, ОКБ МЭИ (корпуса «Ж», «З», «И», «К», «Л»[58]): Красноказарменная улица, д. 14[59]. В этом корпусе с 1941 по 1944 год находился штаб партизанского движения в Великой Отечественной войне.
- Лабораторно-учебный корпус (корпус «Е»[58], также среди студентов - "Бастилия"): Красноказарменная улица, д. 13. Здание в стиле конструктивизма построено в 1930-х годах. Архитекторы — Л. Н. Мейльман и Г. Я. Мовчан. Достопримечательностями здания являются большой грузовой пандус (внешне, с "улицы" он похож на башню с маленькими окошками, за что здание корпуса и получило название "Бастилия"), по которому можно подняться на 8 этаж, предназначен для транспортировки различных тяжелых грузов и крупного оборудования, и многокабинный деревянный пассажирский лифт непрерывного действия (патерностер), который, однако, на данный момент не действует, в одной кабинке лифта одновременно может находиться не более двух пассажиров, транспортировка каких-либо грузов в этом лифте строго запрещена. Вместо лестниц — непрерывно поднимающийся пол, что необходимо для перемещения оборудования на тот или иной этаж. Во время Великой Отечественной войны в здании корпуса «Е» располагался госпиталь, и по пандусу возили раненых на носилках.
- Библиотека МЭИ и учебное здание (корпус «М»[58]): Красноказарменная улица, д. 13а.
- Дом культуры МЭИ: Энергетический проезд, д. 3А.
- Санаторий-профилакторий МЭИ: Энергетический проезд, д. 8, к. 3.
- Поликлиника МЭИ (№ 100): Лефортовский вал, д. 7, занимала 1-й этаж здания (не работает с 2012 года).
- Общежития МЭИ (8 корпусов на 3000 студентов):
  - ул. Энергетическая, д. 6,
  - ул. Энергетическая, д. 8, корп. 2,
  - ул. Энергетическая, д. 10, корп. 1,
  - ул. Энергетическая, д. 14, корп. 1,
  - ул. Энергетическая, д. 14, корп. 4,
  - ул. Энергетическая, д. 18,
  - ул. Лефортовский вал, д. 7/6,
  - 1-я ул. Синичкина, д. 3, корп. 1,
  - 1-я ул. Синичкина, д. 3, корп. 1А.
- Оздоровительный лагерь МЭИ: Крым, Алушта, 15 км Судакского шоссе.
- Спортивный лагерь МЭИ: Московская область, бывший посёлок Фирсановка, спортивный лагерь «Фирсановка».
- Детский оздоровительный лагерь «Энергия»: Московская область, Солнечногорский район, посёлок санатория «Энергия».
- Стадион «Энергия»: 2-й Краснокурсантский проезд, д. 12.

## Известные преподаватели и сотрудники
В стенах МЭИ работали такие выдающиеся учёные, как:
- основатель московской школы электротехников, член-корреспондент АН СССР профессор К. А. Круг;
- академики: А. Ф. Богомолов (радиотехника), В. В. Болотин (механика), С. И. Вавилов (физика), В. А. Кириллин (теплофизика), М. В. Кирпичёв (теплотехника), Ю. Б. Кобзарев (радиотехника), В. А. Котельников (радиотехника), В. С. Кулебакин (электромеханика), С. А. Лебедев (вычислительная техника), Ю. Н. Работнов (механика), М. А. Стырикович (теплоэнергетика), В. А. Фабрикант (квантовая электроника), К. И. Шенфер (электротехника), М. В. Шулейкин (радиотехника), нобелевские лауреаты А. Д. Сахаров[61] (физика) и П. А. Черенков (физика);
- члены-корреспонденты: Е. В. Аметистов (теплотехника), В. А. Голубцов (теплоэнергетика), В. А. Григорьев (криогенная техника), А. Ф. Дьяков (электроэнергетика), Д. Г. Жимерин (экономика энергетики), А. Н. Ларионов (электротехника), А. Ф. Леонтьев (математика), П. С. Непорожний (гидроэнергетика), Г. Н. Петров (электромеханика), Б. С. Петухов (теплофизика), В. И. Сифоров (радиотехника), Э. Э. Шпильрайн (теплофизика), Я. Н. Шпильрейн (математика), А. В. Щегляев (турбостроение);
- профессора: Э. К. Аракелян (теплоэнергетика), А.С. Барашков (математика), А. И. Баскаков (радиотехника), А. Е. Башаринов (радиолокация), Л. Д. Белькинд (светотехника), В. Е. Боголюбов (электротехника), Н. Н. Бухгольц (механика), В. П. Васин (электроэнергетика), В. И. Виссарионов (гидроэнергетика), М. П. Вукалович (теплофизика), С. И. Гамазин (электроэнергетика), В. Г. Герасимов (электротехника), П. Г. Грудинский (электротехника), Н. С. Губонин (радиотехника), Л. С. Гуткин (радиотехника), М. Е. Дейч (турбостроение), А. А. Детлаф (физика), Г. С. Жирицкий (турбостроение), Л. А. Жуков (электроэнергетика), Т. Л. Золотарёв (гидроэнергетика), А. В. Иванов-Смоленский (электромеханика), И. Л. Каганов (промышленная электроника), В. С. Квятковский (гидротурбостроение), В. П. Климанов (прикладная математика), Н. В. Коровин (электрохимическая энергетика), С. А. Кукель-Краевский (электроэнергетика), Д. А. Лабунцов (теплофизика), Игорь Всеволодович Лебедев (кафедра «Электронные приборы»), С. А. Левитан (физика), Г. Д. Лобов (радиотехника), В.К. Лозенко (инженерный менеджмент), С. А. Ломов (математика), В. Н. Малиновский (измерительная техника), Г. Т. Марков (радиотехника), Ю. Г. Мартыненко (механика), В. П. Мотулевич (теплофизика), Р. А. Нилендер (электротехника), И. В. Новожилов (механика), И. Н. Орлов (электромеханика), С. В. Первачёв (радиотехника), А. И. Перов (радиотехника), В. В. Подалков (механика),  С. И. Похожаев (математика), Л. К. Рамзин (котлостроение), Д. М. Сазонов (радиотехника), А. М. Седлецкий (математика), Л. И. Сиротинский (электротехника), М. Г. Слободянский (механика), Н. Г. Сушкин (физика), Д. Л. Тимрот (теплофизика), Н. Н. Удалов (радиотехника), Г. М. Уткин (радиотехника), А. Ф. Чаплин (радиотехника), М. Г. Чиликин (электропривод), К. В. Шалимова (полупроводниковая электроника) и др.

В МЭИ также работали:
- доценты: Н. Н. Богданов (инженер-изобретатель, кафедра промышленной электроники), М. Ф. Марьяновский (Герой Советского Союза, майор; кафедра истории КПСС)[62], А. А. Харлампиев[к 1] (создатель самбо, кафедра физвоспитания) и др.;
- сотрудники: А. П. Жуков (генерал-майор авиации, работал на военной кафедре МЭИ), Г. Ф. Махринов (Герой Советского Союза, генерал-майор авиации; работал в ОКБ МЭИ)[62], Д. Е. Строганов (Герой Советского Союза, полковник; работал на военной кафедре МЭИ) и др.

### Директора и ректоры
До 1952 года должность руководителя института занимал директор, с 1952 — ректор МЭИ.
| Период                           | Ректор                                                              |
| -------------------------------- | ------------------------------------------------------------------- |
| октябрь 1930 — февраль 1931      | Б. В. Лосев                                                         |
| февраль 1931 — июль 1931         | П. А. Архипов                                                       |
| июль 1931 — май 1932             | А. Н. Мохов                                                         |
| май 1932 — февраль 1933          | М. М. Стаблер                                                       |
| февраль 1933 — 15 октября 1941   | И. И. Дудкин                                                        |
| декабрь 1941 — январь 1943       | Г. Н. Петров (директор эвакуированного в Лениногорск отделения МЭИ) |
| 3 июня 1943 — 4 января 1952      | В. А. Голубцова                                                     |
| 4 апреля 1952 — 16 февраля 1976  | М. Г. Чиликин                                                       |
| 17 февраля 1976 — 6 февраля 1985 | В. А. Григорьев                                                     |
| 10 апреля 1985 — 16 апреля 1990  | И. Н. Орлов                                                         |
| 29 апреля 1990 — июнь 2005       | Е. В. Аметистов                                                     |
| июнь 2005 — 13 марта 2013        | С. В. Серебрянников                                                 |
| с 15 марта 2013                  | Н. Д. Рогалёв                                                       |

## Список почётных докторов МЭИ[68]
Согласно Положению о звании «Почётный доктор МЭИ», оно присуждается пожизненно учёным мирового уровня, имеющим научную или педагогическую связь с МЭИ, выдающимся государственным, общественным и политическим деятелям, «внёсшим существенный вклад в развитие взаимопонимания между народами». В разное время это звание присуждалось:

### Звание присвоено в советское время
- 1972 г. — Василев Стефан — председатель Комитета НРБ по использованию атомной энергии (СВМЭИ)
- 1972 г. — Чаки Фридьеш — чл.-корр. АН Венгрии
- 1972 г. — Отто Бенедикт (1897—1975, Benedikt Ottó) — академик АН Венгрии
- 1972 г. — Андраш Леваи (1908—2003, Lévai András) — академик АН Венгрии
- 1980 г. — Блажей Антон — академик АН Чехии и Словакии, ректор Словацкой высшей технической школы, ЧССР
- 1985 г. — Бенда Олдрих — академик АН Чехии, вице-президент АН Словакии, профессор Словацкой высшей технической школы, ЧССР
- 1985 г. — Штегман Г. — профессор Словацкой высшей технической школы, ЧССР
- 1985 г. — Мош В. — профессор Дрезденского технического университета, ГДР
- 1989 г. — Седлак Юрай — профессор Словацкой высшей технической школы, ЧССР
- 1990 г. — Бенда Бжестислав — академик Чехословацкой АН, профессор Чешского высшего технического училища в Праге, ЧССР
- 1990 г. — Клима Иржи — академик Чехословацкой АН, ректор Чешского высшего технического училища в Праге, ЧССР

### Звание присвоено после 1992 года
- 02.12.93 — Шредер Дирк — профессор Технического университета Мюнхена, ФРГ
- 27.05.94 — Чжан Тун — президент Китайской промышленной корпорации «Великая стена», КНР
- xx.05.95 — Ион Илиеску — президент Румынии
- 27.06.95 — Ли Пэн — премьер Госсовета Китая
- 25.04.97 — Генс Вольфганг — ректор Технического университета Ильменау, профессор, ФРГ
- 30.05.97 — Барч Герхард — профессор Технического университета Берлина, ФРГ
- 24.05.97 — Леонтьев, Александр Иванович — академик РАН
- 27.03.98 — Моисеев, Никита Николаевич (1917—2000) — академик РАН
- 21.04.00 — Димитр Димитров (Димитър Димитров) (1932—2002)— министр образования и науки Болгарии, ректор Технического университета (1992—1999), София
- 30.03.01 — Дулли Бэрри — технический советник Исследовательского института электроэнергетики США
- 22.03.02 — Капойи Ласло — председатель правления ООО «Систем Консалтинг», действительный член Венгерской АН
- 26.09.03 — Котельников, Владимир Александрович — академик РАН
- 14.05.04 — Вилфрид Штоль (Wilfried Stoll) — Президент компании ФЕСТО
- 27.04.07 — Петер Шарфф — ректор Технического университета Ильменау
- 2010 — Александр Ефимович Шейндлин — академик РАН, почётный директор ОИВТ (Объединённого института высоких температур)
- 19.04.13 — Дадли Брайен Сполдинг (1923—2016) — управляющий директор компании CHAM Ltd
- 15.05.14 — Аббасов Али Мамед Оглы — министр связи и информационных технологий Азербайджана
- 30.05.14 — Тадеуш Венцковски — ректор Вроцлавского технологического университета, Польша
- 27.06.14 — Дуйшеналиев Туратбек Болотбекович — ректор Киргизского государственного технического университета им. И. Раззакова, Киргизия
- 2014 — Фунг Суан Нья (Phùng Xuân Nhạ) — президент Вьетнамского национального университета, Вьетнам Phùng Xuân Nhạ
- 2015 — Клаус Ридле (Klaus Riedle) — профессор, доктор-инженер, член правления VDI-GEU, Австрия Klaus Riedle
- 07.04.17 — Родней Джон Аллам (Rodney John Allam) — лауреат Нобелевской премии мира, Великобритания
- 28.04.17 — Дитрих Мёллер (Dietrich Möller) — президент компании «Сименс» в России, Германия

## Почётные профессора МЭИ
В 2017 году в институте было введено звание «Почётный профессор МЭИ». Это звание присуждается пожизненно «видным учёным мирового уровня, имеющим научную или педагогическую связь с МЭИ и внёсшим вклад в развитие МЭИ, выдающимся учёным и государственным деятелям, внёсшим существенный вклад в развитие взаимопонимания между народами». В МЭИ звание «Почётный профессор МЭИ» присуждено:
- Джианг Пейсюе — директор факультета теплоэнергетики Университета Цинхуа, Китай (11.10.17)[72].
- Хиллер Петер Карл Гюнтер — руководитель Московского отделения Германской службы академических обменов (DAAD)
- Батхуяг Содовын — профессор Монгольского государственного университета науки и технологии (МГУНТ)[73]
- Джон Фергюсон — доктор технических наук, советник директора Объединённого института ядерных исследований (Дубна, Россия)
- Бурман Алексей Петрович — Главный эксперт РАО «ЕЭС России», Россия
- Олаф Хардер — ректор ВТШ Констанц, Германия
- Александр Шилл — профессор ТУ Дрездена, Германия
- Ахим Зауер — заместитель генерального директора ООО «Сименс» (Москва), Германия
- Вольфганг Фенглер — заместитель генерального директора ООО «Сименс» (Москва), Германия
- Вольф-Дитмар Оберхофф — сотрудник IBM-Deutschland, Германия
- Бернд-Дитер Фридрих — сотрудник «Фольксваген», Германия
- Иван Тауфер — профессор ВХТИ г. Пардубице, Чешская Республика
- Баатар Очирбат — ректор Монгольского государственного университета науки и технологии (МГУНТ) (5.02.2018)[74]

## Наиболее известные выпускники
- Акимов, Александр Фёдорович — начальник смены 4-го энергоблока Чернобыльской АЭС, герой-ликвидатор
- Аметистов, Евгений Викторович — советский и российский учёный теплофизик, член-корреспондент РАН
- Асмолов, Владимир Григорьевич — российский учёный теплофизик, первый заместитель Генерального директора ОАО «Росэнергоатом», председатель НТС № 1 ГК «Росатом», член диссертационных советов РНЦ «Курчатовский институт», МЭИ; Член правления Ядерного общества России
- Батенин, Вячеслав Михайлович — советский и российский учёный в области теплофизики, директор Структурного института Физико-технических проблем энергетики ОИВТ РАН, член-корреспондент РАН
- Белов, Николай Иванович — советский учёный в области создания систем управления ракетными комплексами, член-корреспондент академии Артиллерийских наук СССР, дважды лауреат Сталинской премии, заслуженный деятель науки и техники РСФСР.
- Богомолов, Алексей Фёдорович — советский учёный-радиотехник, Герой Социалистического Труда (1958), академик РАН
- Бондур, Валерий Григорьевич — учёный в области исследований Земли из космоса, академик РАН
- Боос Георгий Валентинович- губернатор Калининградской области
- Николай Петрович Брусенцов — главный конструктор троичной ЭВМ «Сетунь», заслуженный научный сотрудник МГУ
- Бурцев, Всеволод Сергеевич — российский учёный в области систем управления и теории конструирования универсальных ЭВМ, академик РАН
- Волков, Эдуард Петрович — российский учёный-энергетик, академик РАН
- Волчков, Эдуард Петрович — советский и российский учёный в области теплофизики, возглавляет кафедрой технической теплофизики НГТУ, академик РАН
- Генералов, Сергей Владимирович - депутат Государственной Думы РФ (1998-1999 гг), Министр топлива и энергетики (1999-2003 гг), президент группы "Промышленные инвесторы"
- Дубинин, Виталий Алексеевич — басист группы «Ария»
- Евтихиев, Николай Николаевич — советский и российский учёный в области научного приборостроения, с 1964 по 1998 ректор МИРЭА, академик РАН
- Илиеску, Ион - румынский политик, сенатор от Социал-демократической партии. Занимал должность Президента Румынии в 1990—1996 и 2000—2004
- Ивановский, Олег Генрихович — ведущий конструктор космического корабля «Восток», создатель автоматических межпланетных станций
- Казарин, Юрий Иванович - журналист, главный редактор газеты "Вечерняя Москва" (1998-2000 гг.)
- Кириллин, Владимир Алексеевич — советский государственный и партийный деятель, учёный в области энергетики и теплофизики, академик АН СССР
- Кирюхин, Владимир Иванович — главный конструктор ПО «Калужский турбинный завод», член-корреспондент АН СССР
- Коркунов, Андрей Николаевич — российский предприниматель, основатель шоколадной фабрики А.Коркунов, вице-президент Общероссийской общественной организации малого и среднего предпринимательства «Опора России».
- Копаев, Юрий Васильевич — советский и российский физик, директор Отделения физики твёрдого тела Физического института РАН, академик РАН
- Котельников, Владимир Александрович — советский и российский учёный в области радиотехники, радиосвязи и радиоастрономии, академик РАН
- Лаврентьев, Анатолий Иосифович — советский дипломат, министр иностранных дел РСФСР
- Левин, Владимир Константинович — советский и российский учёный в области нанотехнологий и информационных технологий, академик РАН
- Ли Пэн — премьер Госсовета Китайской Народной Республики
- Лопато, Георгий Павлович — создатель многочисленных машин серии «Минск», главный конструктор однородной многомашинной ВС «Минск-222» (1966 г.), член-корреспондент АН СССР
- Панков, Михаил Андреевич — Герой Советского Союза
- Пелевин, Виктор Олегович — писатель
- Малькевич, Владислав Леонидович — первый заместитель Министра внешней торговли СССР, председатель президиума ТПП СССР
- Маркин, Владимир Николаевич — российский певец, предприниматель, автор и исполнитель песен. Свояк Сергея Минаева. Занимает должность директора ДК МЭИ.
- Марьяновский, Моисей Фроимович — Герой Советского Союза
- Матюхин, Владимир Георгиевич — генерал армии, директор ФАПСИ в 1999—2003 годы, доктор технических наук
- Мельников, Владимир Андреевич — советский конструктор вычислительной техники, академик АН СССР
- Митропольский, Юрий Иванович — советский и российский учёный в области высокопроизводительных вычислительных систем, член-корреспондент РАН
- Мосолов, Евгений Васильевич —  советский хозяйственный, государственный и политический деятель, управляющий делами Московских горкома и обкома КПСС.
- Иван Семёнович Наяшков — председатель Госкомитета СССР по делам изобретений и открытий
- Неизвестный, Игорь Георгиевич — советский и российский учёный в области физики полупроводников и физических основ полупроводниковых приборов, член-корреспондент РАН
- Овчинников, Фёдор Яковлевич — заместитель Министра энергетики и электрификации СССР, генеральный директор МХО «Интератомэнерго», первый директор Нововоронежской АЭС. Лауреат Государственной премии СССР, Герой Социалистического Труда
- Ольховский, Гурген Гургенович — российский учёный в области турбиностроения, член-корреспондент РАН
- М. П. Парамешваран - доктор наук, физик, педагог и писатель, автор более 30 научно-популярных книг на языке малаялам
- Попов, Станислав Григорьевич — президент Российского танцевального союза, вице-президент Всемирной Федерации спортивных танцев
- Поспелов, Гермоген Сергеевич — советский учёный в области автоматического управления, генерал-майор, академик РАН
- Савченко, Владимир Иванович — советский и украинский писатель-фантаст, инженер-электрик. Работал в Институте кибернетики (Киев).
- Семихатов, Николай Александрович — советский учёный в области теории, методологии проектирования экспериментальной обработки и изготовления систем управления движущихся объектов специального назначения, Герой Социалистического труда, академик РАН
- Соломатин, Егор Юрьевич — инженер-системотехник
- Судец, Татьяна Александровна — телеведущая и диктор телевидения
- Трещёв, Сергей Евгеньевич — космонавт
- Тынкован Александр - создатель бренда и президент компании «М-Видео»
- Филатов, Сергей Александрович — первый заместитель Председателя Верховного Совета РСФСР-Российской Федерации, Руководитель Администрации Президента Российской Федерации
- Филиппов, Геннадий Алексеевич — советский и российский учёный в области физико-технических проблем энергетики, академик РАН
- Хлопкин, Николай Сидорович — советский и российский учёный в области теплофизики и ядерной энергетики, Герой Социалистического Труда, ветеран Великой Отечественной войны, академик РАН
- Холстинин, Владимир Петрович — гитарист группы «Ария»
- Черток, Борис Евсеевич — советский и российский учёный в области космонавтики, один из ближайших соратников С. П. Королёва, академик РАН
- Шейндлин, Александр Ефимович — советский и российский учёный в области теплофизики, Герой Социалистического труда, академик РАН
- Шереметьевский, Николай Николаевич — один из ближайших соратников С. П. Королёва, Герой Социалистического Труда, академик РАН
- Шпильрайн, Эвальд Эмильевич — советский и российский учёный в области теплофизики, Герой Социалистического труда, профессор МЭИ и МФТИ, член-корреспондент РАН
- Якубовский, Фуад Борисович — министр монтажных и специальных строительных работ СССР[76].

### Учившиеся, но не окончившие МЭИ
- Альберт Абубакирович Галеев — советский и российский физик, академик РАН, почётный директор Института космических исследований РАН.
- Тимур Нуруахитович Бекмамбетов — российский режиссёр.
- Николай Николаевич Иноземцев (4 апреля 1921, Москва — 12 августа 1982) — советский экономист и политолог.
- Кочарян Роберт Седракович — президент непризнанной НКР (1994—1998), Президент Республики Армения (1998—2008).

Особую группу составляют студенты, призванные в 1953 году с выпускных курсов в армию и зачисленные слушателями 5-го курса факультета реактивного вооружения Военной академии имени Ф. Э. Дзержинского. В их числе:
- Рюмкин Виктор Михайлович — генерал-лейтенант, Лауреат Госпремии СССР, Заслуженный деятель науки и техники РСФСР, кандидат технических наук, заместитель Командующего космическими войсками МО СССР[77]
- Алексеев Эдуард Викторович — генерал-майор, Заслуженный деятель науки и техники РСФСР, доктор технических наук, профессор, начальник 50 ЦНИИ КС МО СССР[78]
- Бордюков Михаил Михайлович — генерал-майор, Лауреат Госпремии СССР, кандидат технических наук, заместитель начальника НИИ-4 МО СССР
- Патрушев Владимир Семёнович — генерал-майор, Заслуженный деятель науки и техники Казахской ССР, Почётный гражданин Байконура, начальник управления ГУКОС МО СССР[79]

## Награды

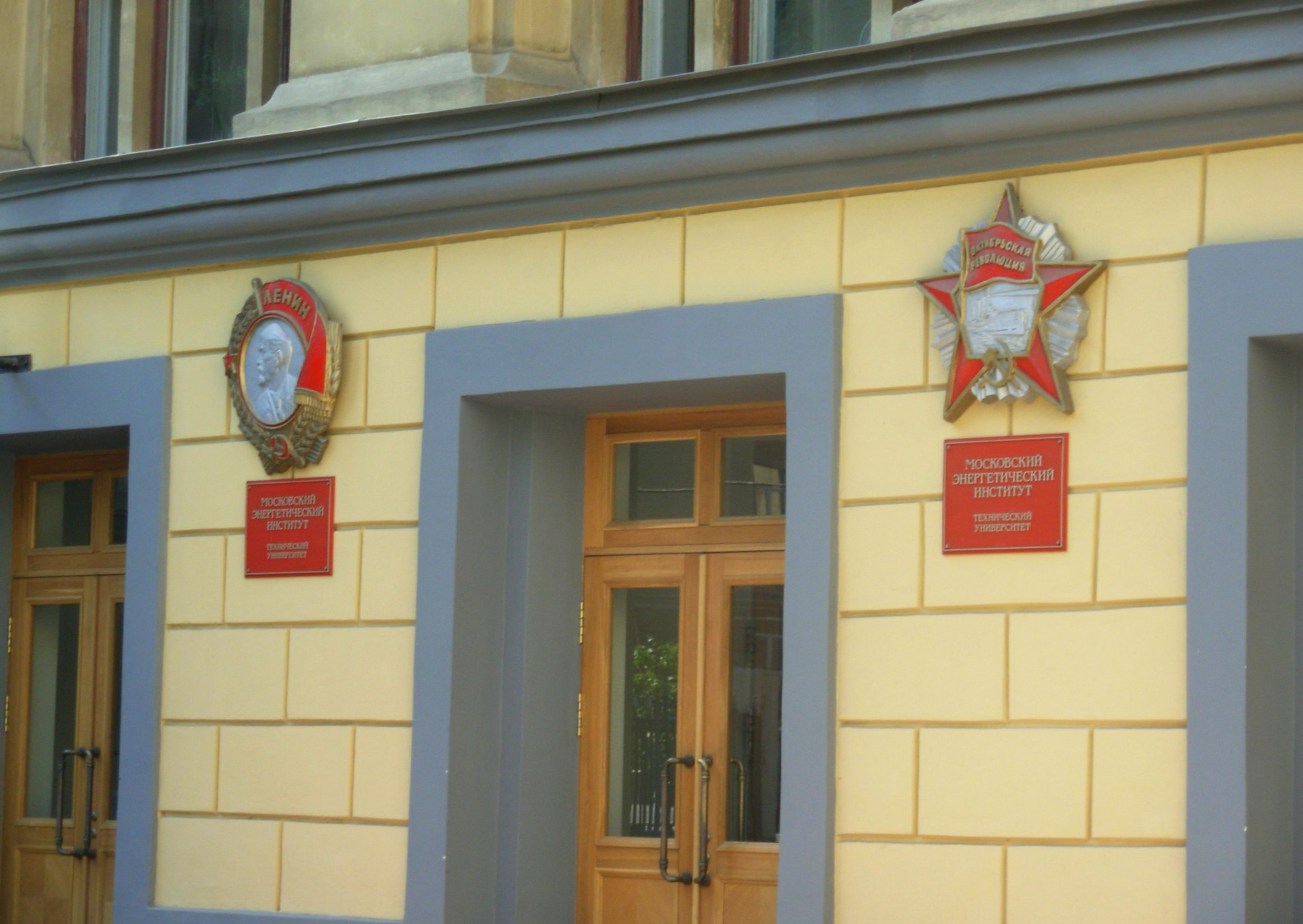
Награды МЭИ на фасаде административного корпуса, корпус «И», Красноказарменная улица, д. 14.

- Премия Содружества Независимых Государств (2017)

Московский энергетический институт удостоен ряда государственных наград:
- Орден Ленина (13 декабря 1940) — «за особые заслуги в деле подготовки высококвалифицированных инженерно-технических и научных кадров»[80]
- Орден Октябрьской революции (9 июля 1980) — «за успехи в деле подготовки высококвалифицированных инженерно-технических и научных кадров»[13]
- Почётный знак Российской Федерации «За успехи в труде» (1 мая 2025) — «за достигнутые высокие показатели в производственной деятельности»[81]
- Медаль «За освоение целинных земель» (16 сентября 1963)[82]
- Комсомольская организация института награждена медалью «За освоение целинных земель» (1964)[13]
- Красное знамя ЦИК СССР, ЦК ВЛКСМ, ВЦСПС и газеты «Комсомольская правда» (1935) — за первое место в социалистическом соревновании среди ВУЗов страны[13]

МЭИ также награждён орденами и медалями других государств:
- Орден «Знамя труда» 3 степени (Германская Демократическая Республика, 18 октября 1971)
- Орден «Народная Республика Болгария» I степени (НРБ, 15 декабря 1975)
- Медаль имени Яна Амоса Коменского (ЧССР, 7 декабря 1976)
- Орден Дружбы (Социалистическая Республика Вьетнам, 30 января 1978)
- Золотой знак ордена Заслуг перед Польской Народной Республикой (ПНР, 10 апреля 1987)
- Орден Труда первой степени (Социалистическая Республика Вьетнам, 14 апреля 2015)
- Орден Полярной Звезды (Монголия, 12 декабря 2016)[83][84]
- Медаль «Данк» (Киргизия, 20 декабря 2022) — за существенный вклад в развитие социально-экономического, интеллектуального и культурного потенциала Кыргызской Республики, а также большие достижения в профессиональной деятельности[85][86]
- Орден Трудового Красного Знамени (Монголия, 2024)[87]

## Рейтинги
В 2014 году агентство «Эксперт РА» присвоило институту рейтинговый класс «В» означающий «очень высокий» уровень подготовки выпускников. Единственным ВУЗом в СНГ получившим в данном рейтинге класс «А» («исключительно высокий уровень») стал МГУ.
В 2019 году институт занял 801—900 место в Международном рейтинге «Три Миссии Университетов» и в 2020 году — 24 место в рейтинге вузов России по версии РАЭКС.
В 2020 году институт вошёл в рейтинг Times Higher Education — 1001+ место World University Rankings 2020 и 15 место в рейтинге инженерных вузов России по версии РАЭКС

В 2022 году вуз вошел в Международный рейтинг «Три миссии университета», где занял 901—1000 позицию
.
Также в 2022 году занял 23 место в рейтинге RAEX «100 лучших вузов России»
 .

## Фотогалерея

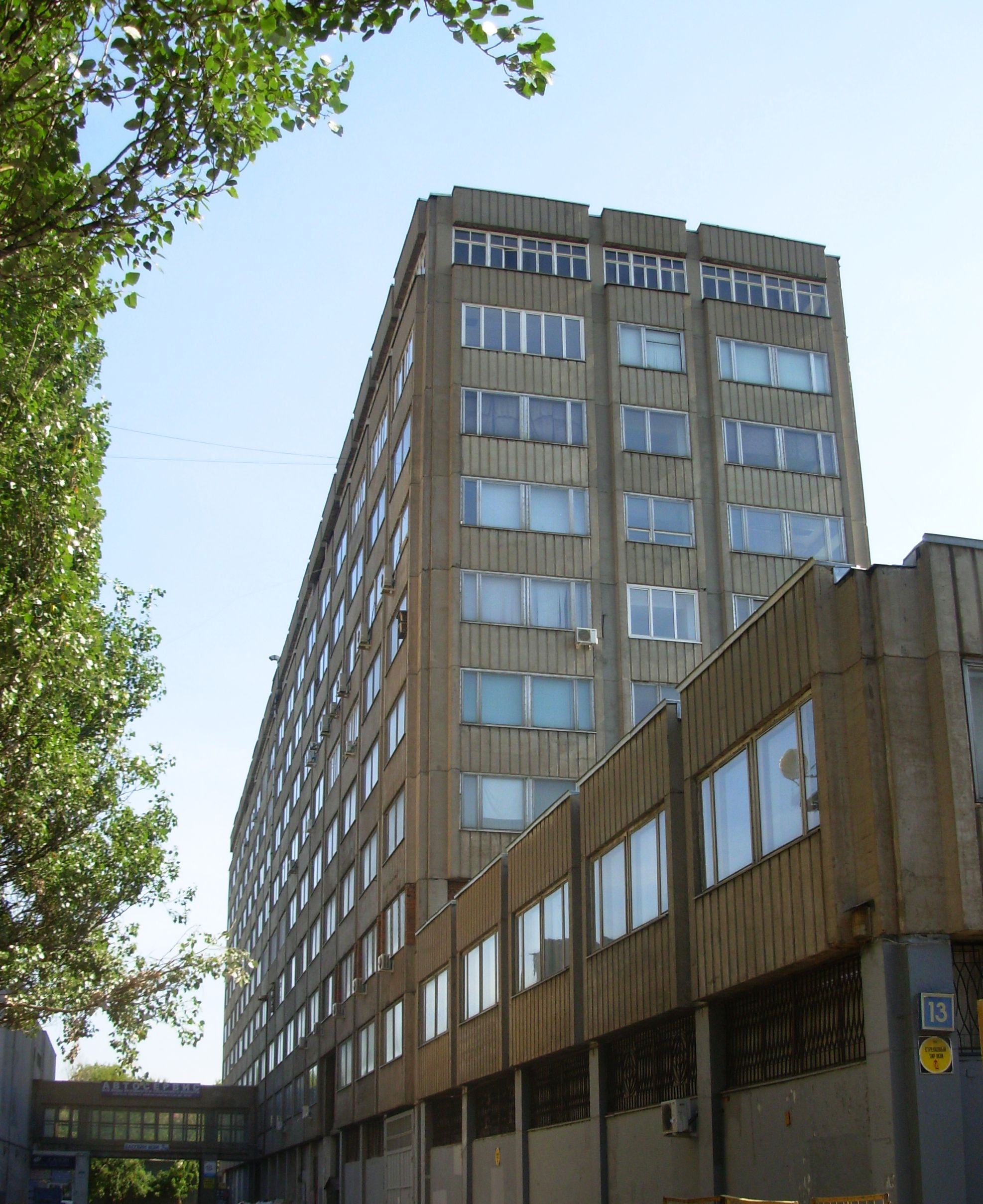
Учебный корпус «М» института
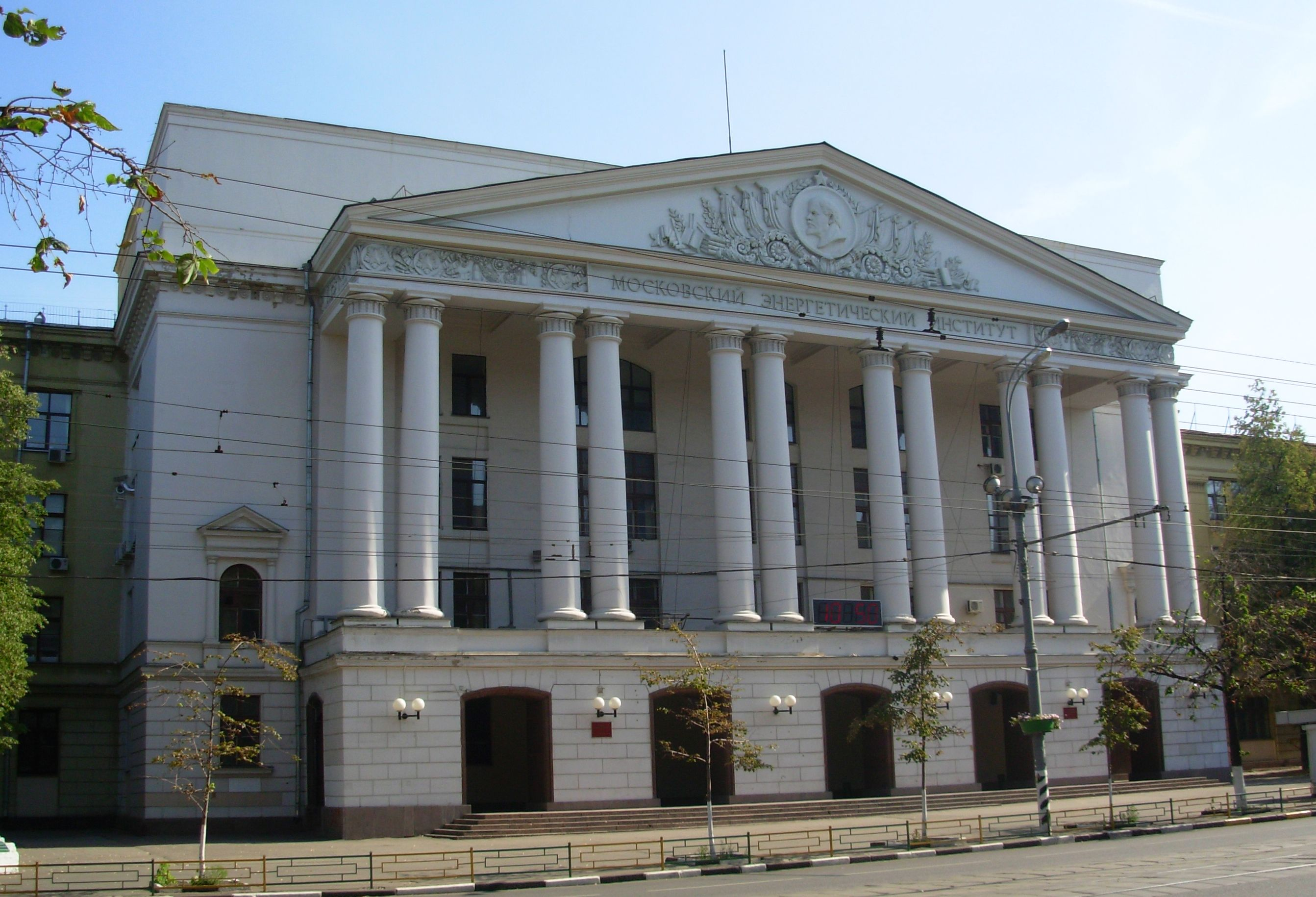
Главный корпус МЭИ
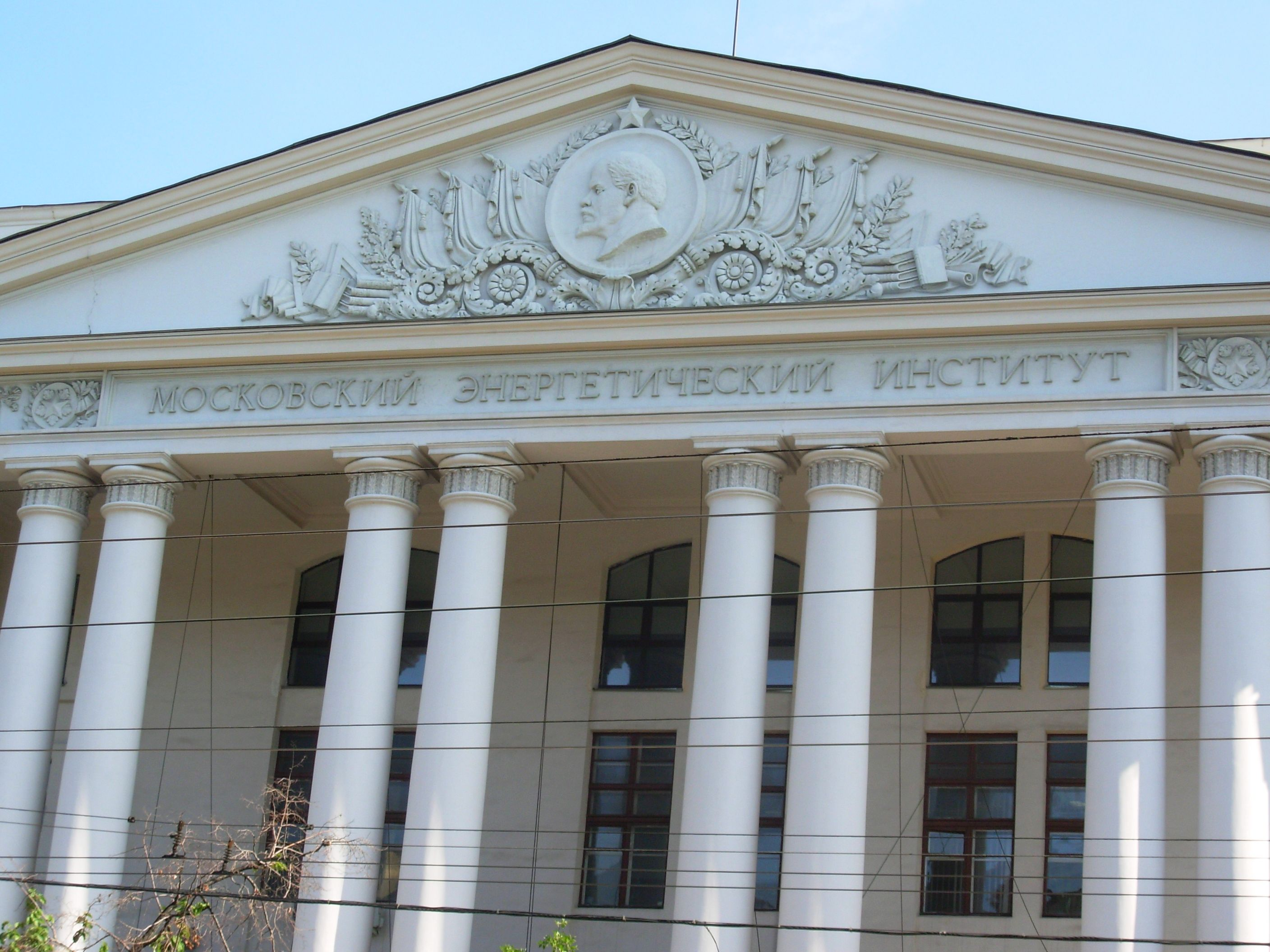
Главный корпус МЭИ
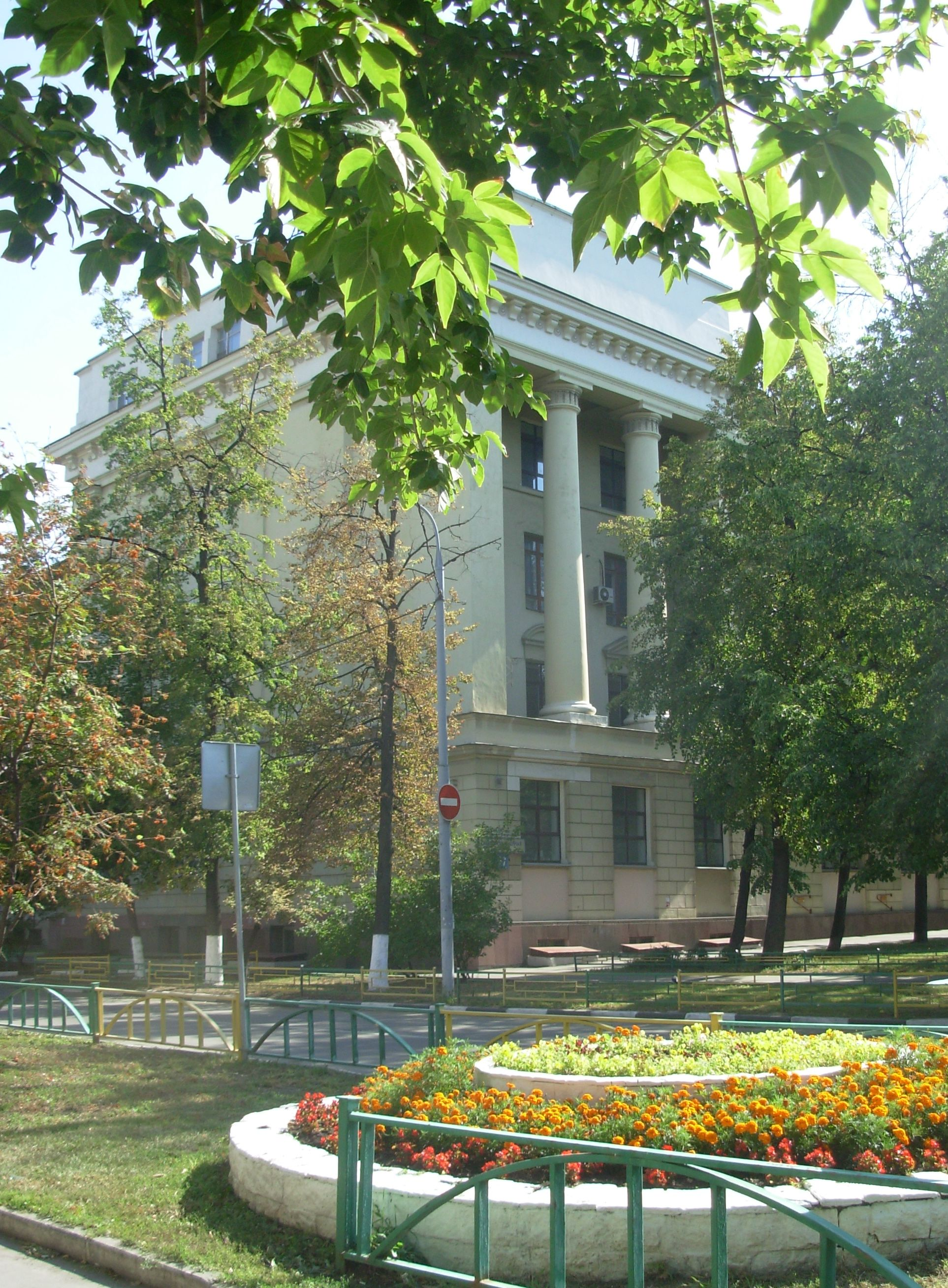
Вид на главный корпус
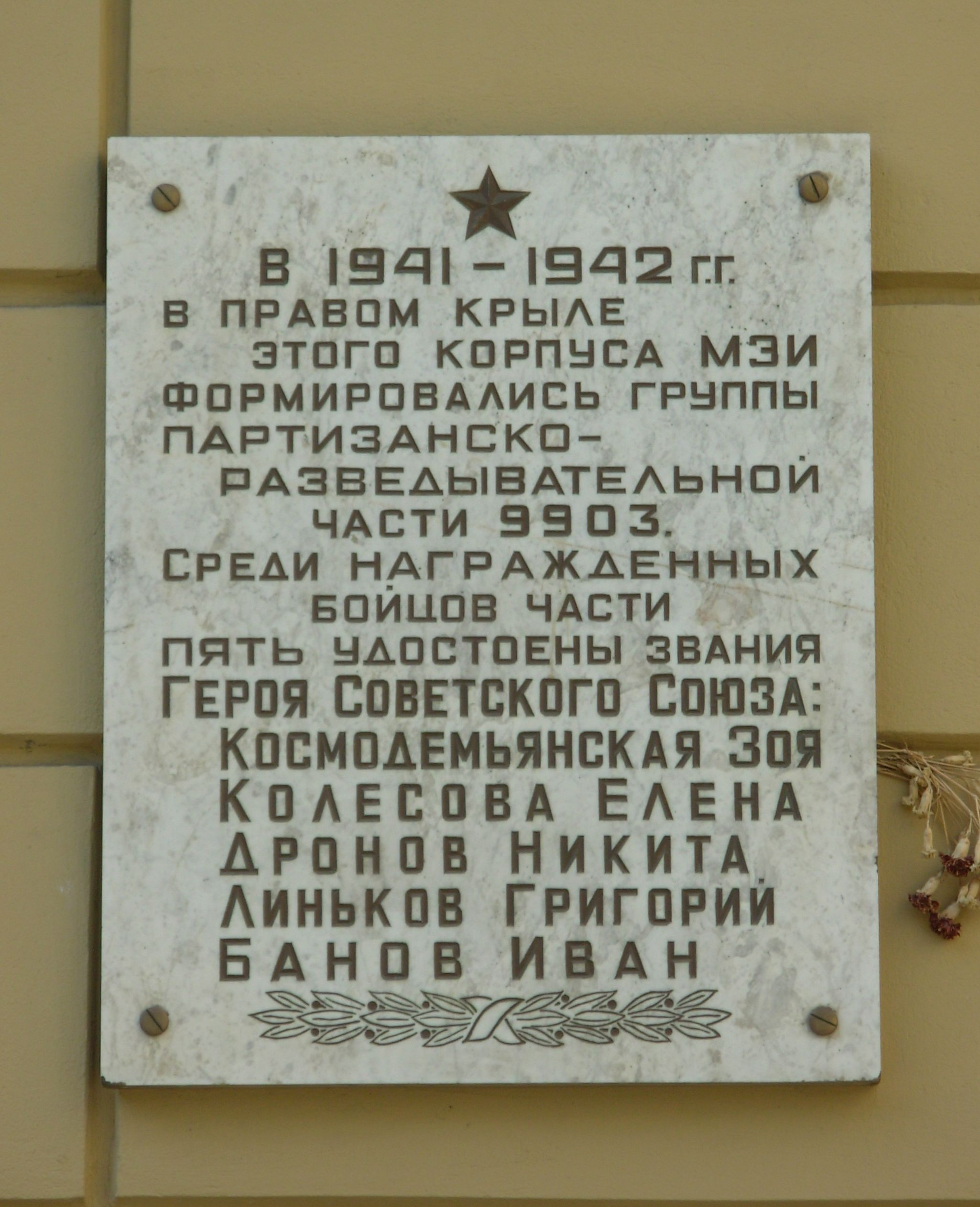
Мемориальная доска на здании института
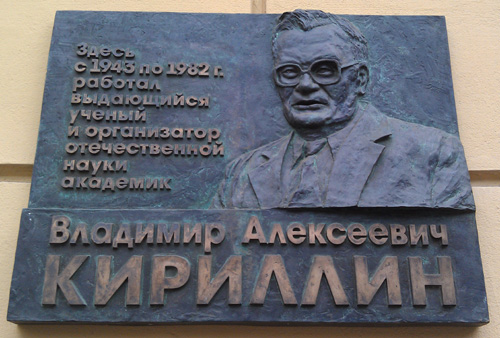
В. А. Кириллин
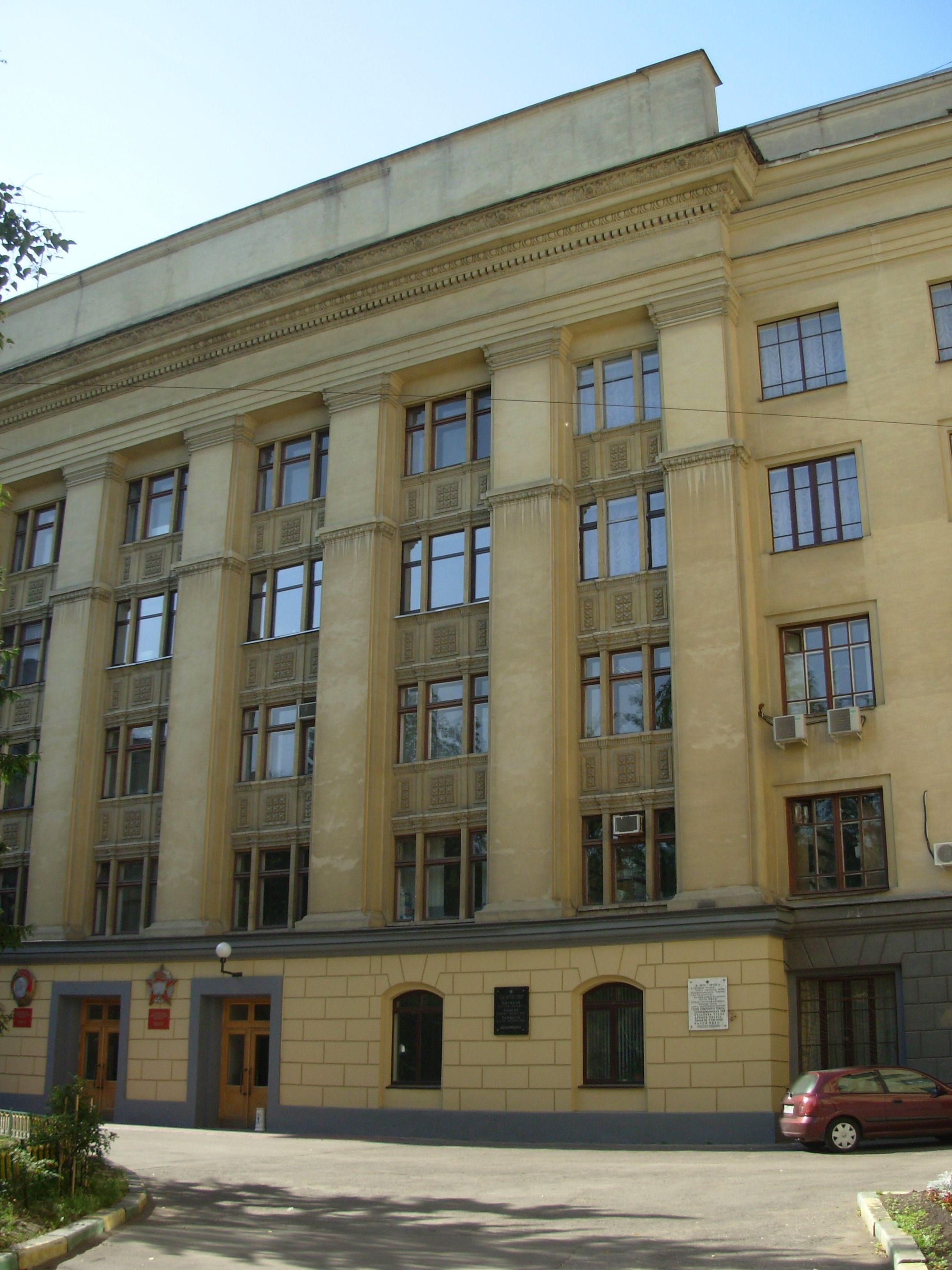
Административный корпус «И»